# Rodrigo Rey
Rodrigo Francisco Jesús Rey (ur. 8 marca 1991 w Las Parejas) – argentyński piłkarz pochodzenia włoskiego występujący na pozycji bramkarza, od 2023 roku zawodnik Independiente.